# Kamienica przy ulicy Senackiej 6 w Krakowie
Kamienica przy ulicy Senackiej 6 w Krakowie jest położona u zbiegu ulic Senackiej i Kanoniczej, na trasie Traktu Królewskiego, wpisana do rejestru zabytków miasta Krakowa.

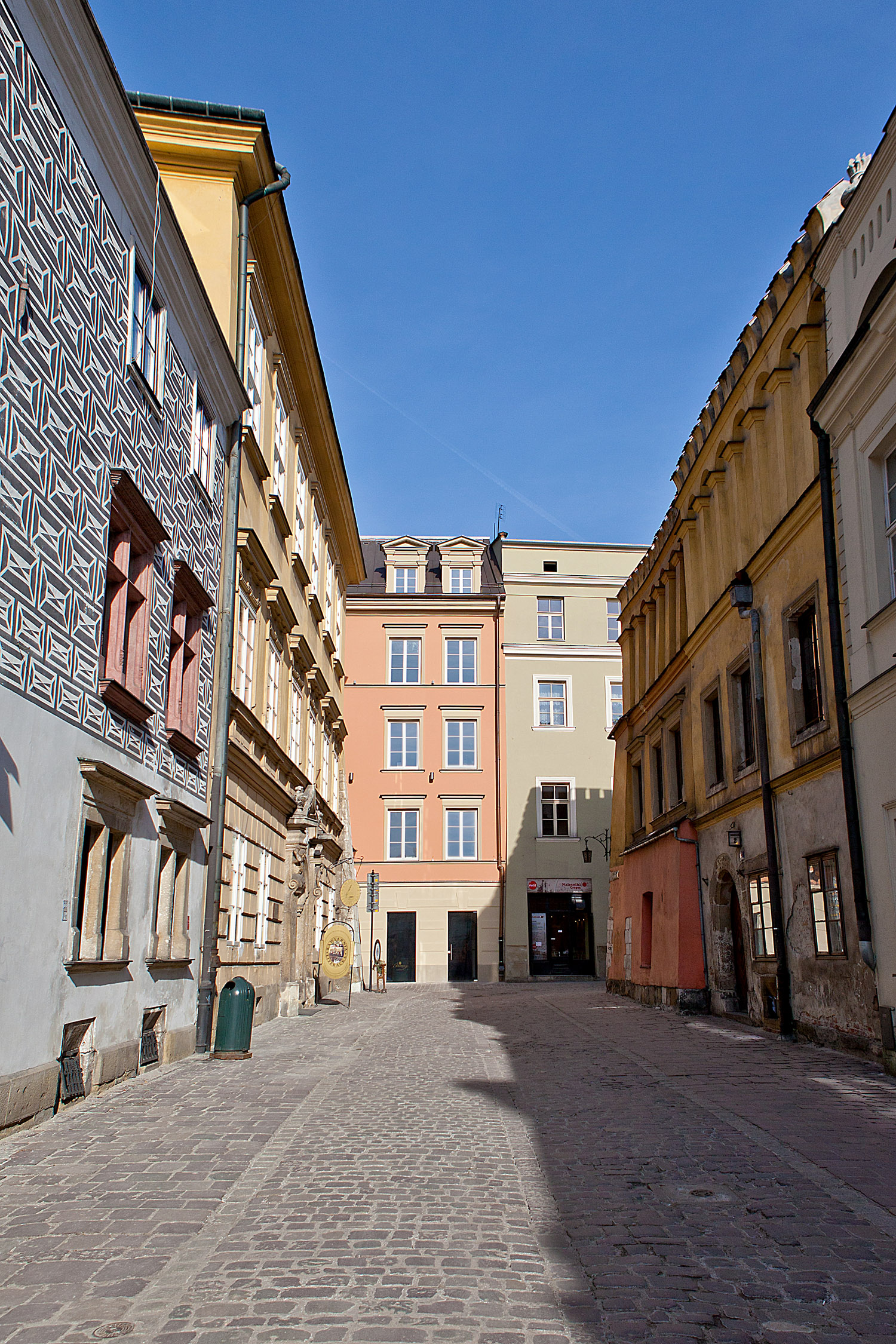
Widok z ulicy Kanoniczej

## Historia
Historia domu sięga prawdopodobnie XIV wieku, kiedy zaczęto intensywną murowaną zabudowę terytorium tzw. Okołu, na którym dom stanął. Pierwsze wzmianki o nim pochodzą z roku 1490. W XV wieku w kamienicę zamieszkiwał królewski malarz. Następnym rezydentem był kucharz królewski. W XVI wieku dom stał się własnością Jana Staszkowskiego, dowódcy koronnej artylerii. Od jego rodowego herb Bogoria wywodzi się godło i nazwa kamienicy. Na przełomie XIX i XX wieku zamieszkiwał w kamienicy słynny adwokat dr Edmund Fischer. W tym czasie przez okres 11 lat jako pomoc domowa pracowała u Państwa Fischerów Aniela Salawa, która w 3 sierpnia 1991 została beatyfikowana przez Jana Pawła II na Rynku Głównym w Krakowie.
W 2011 ukończono trwającą 2,5 roku renowację konserwatorską. Powstało sześć apartamentów zaprojektowanych przez architekta Marcina Janowskiego. Apartamenty zostały wykończone w bardzo wysokim standardzie. Jednakże w grudniu 2015 kamienica została wystawiona na licytację komorniczą.